# 아스트로스 II MLRS

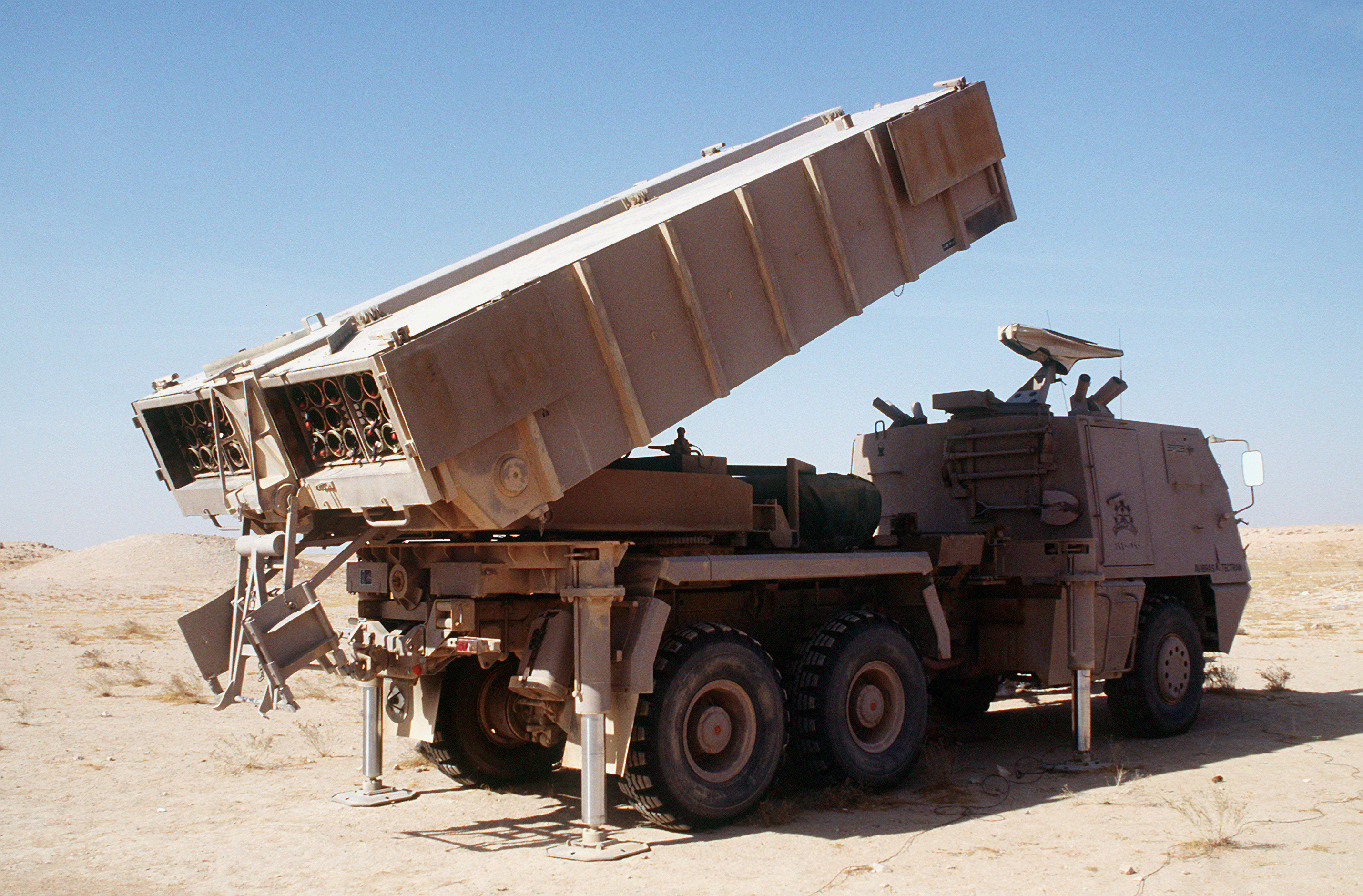
ASTROS-2 SS-30

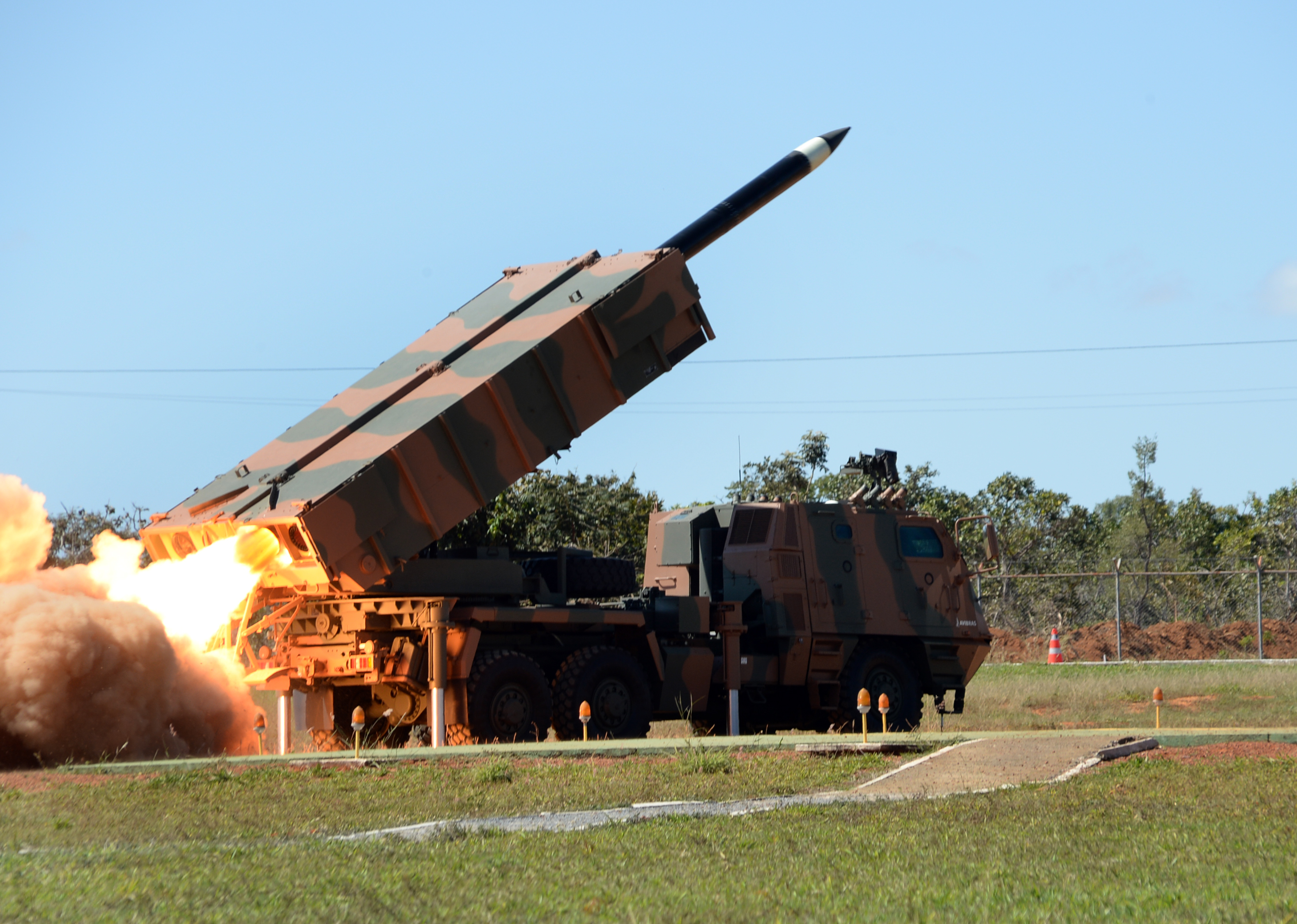
Astros 2020

아스트로스 II MLRS는 브라질 육군의 다연장 로켓이다.

## 역사
1983년 실전배치되었다.

## 편성
일반적인 포대 구성은 6개의 AV-LMU 범용 다중 발사기, 6개의 AV-RMD 탄약 공급 차량과 함께 선택 사양인 AV-UCF 사격 통제 장치로 구성된다. 포대 본부는 AV-VCC 지휘 및 통제 차량 / 사격 통제 장치 차량으로 구성되는 것이다.

## 아스트로스 2020
차기 버전은 아스트로스 2020 (Mk6)이다. 6x6 트럭을 사용한다. 브라질 국내 독자개발 모델이며, 12억 리알(2억 1천만 달러)이 투자될 것이다. 사거리 300 km AVMT-300 순항미사일 장착이 가능하다. 사거리 40 km, 직경 180 mm, GPS 유도 SS-AV-40 로켓 40발을 장착할 수 있다. 사거리 150 km, 직경 450 mm SS-150 로켓 4발을 장착할 수 있다. 브라질 육군은 36대를 구매할 것이다.

## 파생형
- SS-30 – 127 mm 32연장, 사거리 9-30 km
- SS-40 – 180 mm 16연장, 사거리 15-35 km
- SS-60 – 300 mm 4연장, 사거리 20-60 km
- SS-80 – 300 mm 4연장, 사거리 22-90 km
- SS-150 – 450 mm 4연장, 사거리 29-150 km
- AV-TM 300 – 개발중, 사거리 30-300 km

## 같이 보기
- 파즈르-5